# Gino Marchetti
Pour les articles homonymes, voir Marchetti.
Pro Football Hall of Fame 1972
(en) Statistiques sur pro-football-reference
Gino John Marchetti, né le 2 janvier 1926, à Smithers en Virginie-Occidentale et mort le 29 avril 2019 à Paoli en Pennsylvanie, est un joueur américain de football américain ayant évolué comme defensive end.

## Biographie
Étudiant à l'université de San Francisco, Gino Marchetti joua pour les San Francisco Dons.
Sélectionné en 14e choix lors de la draft 1952 de la NFL par les New York Yanks, il a joué son premier match aux Dallas Texans, puis après la seule saison de l'existence de cette franchise. Il a continué aux Colts de Baltimore — futurs Colts d'Indianapolis — où il a fini sa carrière en 1966. Il participe à l'histoire de la franchise et son palmarès car les Colts gagnent les championnats 1958 et 1959 (la finale ne porte pas encore le nom de Super Bowl).
Sélectionné onze fois au Pro Bowl (1954, 1955, 1956, 1957, 1958, 1959, 1960, 1961, 1962, 1963 et 1964) et neuf fois en All-Pro (1956, 1957, 1958, 1959, 1960, 1961, 1962, 1963 et 1964), il fait partie du Pro Football Hall of Fame depuis 1972, du Bay Area Sports Hall of Fame depuis 1985 et du National Italian American Sports Hall of Fame en tant qu'américain d'origine italienne. Il a été élu meilleur joueur du Pro Bowl 1963. Son numéro 89 a été retiré par la franchise des Colts. Il fait également partie de l'équipe NFL de la décennie 1950 et de l'équipe du 75e anniversaire de la NFL. En 1999, il est listé à la 40e place sur la liste des « 100 plus grands joueurs de football américain » par le magazine Sporting News. En 1999, il est listé à la 15e place sur la liste des « 100 plus grands joueurs de football américain » par le magazine Sporting News, soit le deuxième defensive end derrière Deacon Jones (13e).
À sa retraite sportive, il s'est lancé dans la restauration.